# Thomas Medland
Pour les articles homonymes, voir Medland.

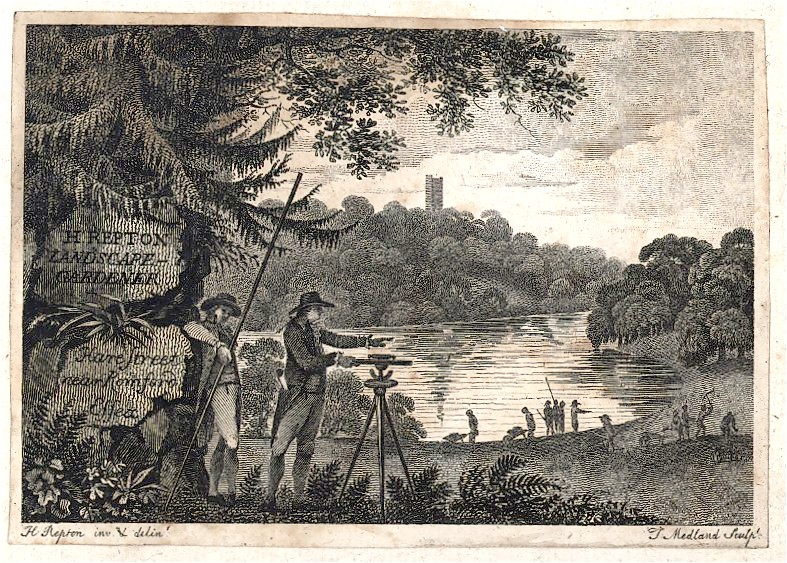
Carte de visite de Humphry Repton (1752-1818)

Thomas Medland, né vers 1765 et mort en 1833, est un graveur et dessinateur britannique. Maître-dessinateur au Haileybury College (en), il a exposé à la Royal Academy. Il a illustré de nombreux ouvrages tout au long de sa vie et est graveur de paysages pour George IV.

## Biographie

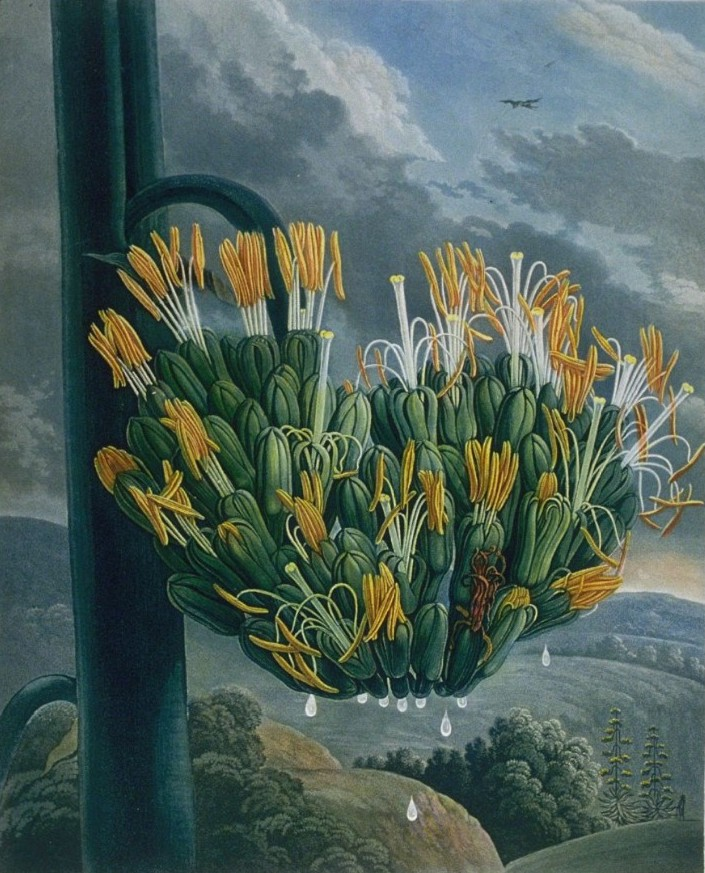
Agave americana
Temple of Flora 1799

Thomas Medland vit à Londres pendant de nombreuses années, pratiquant à la fois la gravure au trait et l'aquatinte. Il est connu pour ses œuvres de paysage, et utilise principalement des plaques topographiques. Lorsque le Haileybury College (en) est fondé par la Compagnie britannique des Indes orientales en 1806, il est nommé maître-dessinateur, et à partir de ce moment-là vit dans le quartier de Hertford.
Il devient graveur de paysages pour George IV.
Il est mort à Hertford le 30 octobre 1833.

## Œuvre
Il a gravé des plaques pour :
- Joseph Farington, Views of the Lakes in Cumberland and Westmoreland (1789), and Cities and Castles of England (1791)
- Silvester Harding, Shakspeare Illustrated (1793)
- The Copperplate Magazine
- Sir George Leonard Staunton, Embassy of the Earl of Macartney to China (1797)
- Select Views in London and Westminster (1800)
- Sir William Gell, Topography of Troy (1804)[2]

Medland a connu le succès avec un ensemble d'illustrations de  Robinson Crusoe d'après les dessins de Thomas Stothard (1790). Sa plus grande plaque était Evening of the Glorious First of June, d'après Robert Cleveley. Parmi ses aquatintes se trouvaient la série de dix-neuf plaques de monuments égyptiens du British Museum, d'après William Alexander (1807), et celles dans Charles Gold's Oriental Drawings (1806)
Medland a également pratiqué l'aquarelle, et a exposé des vues de Londres à la Royal Academy en 1777 et 1779, et plus tard de nombreuses scènes anglaises. Il a continué à montrer des dessins à la Royal Academy jusqu'en 1822